# Listă de parcuri logistice din România
Aceasta este o listă de parcuri logistice din România:
- Bucharest West
- Cefin Logistics Park
- Log Center
- Ploiești West Park